# Exogone lopezi
Exogone lopezi är en ringmaskart som beskrevs av San Martín, Ceberio och Aguirrezabalaga 1996. Exogone lopezi ingår i släktet Exogone och familjen Syllidae. Inga underarter finns listade i Catalogue of Life.